# Китайско-южносуданские отношения
Китайско-южносуданские отношения — двусторонние дипломатические отношения между КНР и Южным Суданом начались в январе 2005 года, с тех пор отношения между странами положительное.

## История отношений

### История отношений с Автономией Южный Судан
В январе 2005 года послы Китая были одними из свидетелей подписания Найвашского соглашение между севером и югом Судана, которое положило конец 38-летней гражданской войне в Судане и объявило о создании автономного правительства Южного Судана. С тех пор Китай и правительство автономии начинали визиты и встречи, что расширило сотрудничество между двумя государствами .
В феврале 2007 года Глава КНР Ху Цзиньтао совершил свой первый визит в Судан и встретился в Хартуме с первым вице-президентом Судана, Кииром Сальваторе, который также был президентом южного автономного правительства. Киир дважды посетил Китай.
В сентябре 2008 года КНР открыл Генеральное консульство в Джубе.

### История отношений с независимым Южным Суданом
В феврале 2011 года правительство Китая объявило о признании результатов референдума в Южном Судане, и Китай стал одним из первых стран в мире, признавших его результаты. 9 июля 2011 год. От имени правительства Китая Цзян с министром иностранных дел Южного Судана Дэном Алором, подписали соглашение об установлении дипломатических отношений между двумя странами, что означает, что в день основания Южного Судана Китай установил официальные дипломатические отношения с новой страной и стал одной из первых стран, установивших с ней такие отношения.
Правительство Южного Судана признаёт только правительство КНР и считает, что Тайвань являются частью. В тот же день посол Китая в Южном Судане открыл посольство. С 23 по 26 апреля 2012 года президент Южного Судана Киир совершил государственный визит в Китай по приглашению Ху Цзиньтао. В ходе визита Ху Цзиньтао провёл переговоры с Кииром, другие китайские лидеры, в том числе Председатель ПК ВСНП У Банго, и вице-премьер, член ПК Политбюро ЦК КПК Ли Кэцян встретились с Кииром соответственно.

## Права человека
В июне 2020 года Южный Судан стал одной из 53 стран, поддержавших закон о защите национальной безопасности в Гонконге.

## Примечание
1. ↑  Новый посол КНР в Южном Судане пообещал продвигать межгосударственные отношения. news.myseldon.com. Дата обращения: 9 февраля 2022. Архивировано 9 февраля 2022 года.
2. ↑  China Daily Website - Connecting China Connecting the World. www.chinadaily.com.cn. Дата обращения: 9 февраля 2022. Архивировано 30 июля 2016 года.
3. ↑  中国共产党中央委员会  中华人民共和国全国人民代表大会常务委员会  中华人民共和国国务院  中国共产党中央军事委员会——关于建立伟大的领袖和导师毛泽东主席纪念堂的决定 // Chinese Science Bulletin. — 1976-07-01. — Т. 21, вып. Z1. — С. 433–433. — ISSN 0023-074X. — doi:10.1360/csb1976-21-z1-433-x. Архивировано 31 октября 2022 года.
4. ↑  Fast moves imply coming crackdown in Hong Kong // Emerald Expert Briefings. — 2020-07-08. — ISSN 2633-304X. — doi:10.1108/oxan-es253793.